# Christina Watches-Kuma
Christina Watches-Onfone var et professionelt cykelhold skabt af urfabrikant Christina Hembo og cykelrytter Michael Rasmussen. Holdet kørte sin første sæson i 2011. Det hidtil bedste resultat opnåede holdet, da de besatte de fire første pladser i etapeløbet Tour of China 2012 med Martin Pedersen som sejrherre.
I en pressemeddelelse d. 29. oktober 2014 meddelte holdet, at holdet lukker med udgangen af året. Holdet selv beskyldte Danmarks Cykle Union, for at være skyld i lukningen, da de ikke var inviteret med til Post Danmark Rundt i to år. Den danske tidligere cykelrytter, Bo Hamburger, var sportsdirektør for Christina Watches-Kuma fra 2013 til 2014.

## Ryttere i 2014
Oversigten er opdateret til og med 31 August 2014.
|                   | Rytter            | Fødselsdag                |
| ----------------- | ----------------- | ------------------------- |
| Fortunato Baliani | Fortunato Baliani | 6. juli 1974 (50 år)      |
| Jonathan Bellis   | Jonathan Bellis   | 16. august 1988 (36 år)   |
| Sebastian Forke   | Sebastian Forke   | 13. marts 1987 (37 år)    |
| Marc Garby        | Marc Garby        | 2. juni 1991 (33 år)      |
| Alexander Kamp    | Alexander Kamp    | 14. december 1993 (31 år) |
| Asbjørn Kragh     | Asbjørn Kragh     | 9. april 1992 (32 år)     |
| Jonas Poulsen     | Jonas Poulsen     | 3. april 1995 (29 år)     |

|                     | Rytter              | Fødselsdag               |
| ------------------- | ------------------- | ------------------------ |
| Enrico Rossi        | Enrico Rossi        | 5. maj 1982 (42 år)      |
| Stefan Schumacher   | Stefan Schumacher   | 21. juli 1981 (43 år)    |
| Jimmi Sørensen      | Jimmi Sørensen      | 7. november 1990 (34 år) |
| Jake Tanner         | Jake Tanner         | 6. november 1991 (33 år) |
| Stefano Usai        | Stefano Usai        | 26. oktober 1982 (42 år) |
| Emil Wang           | Emil Wang           | 27. august 1995 (29 år)  |
| Constantino Zaballa | Constantino Zaballa | 15. maj 1978 (46 år)     |